# شركة البترول الوطنية في الكونغو
 ( الشركة الوطنية للبترول في الكونغو ، SNPC ) هي شركة نفط وطنية تابعة لجمهورية الكونغو . تأسست الشركة في عام 1998 بعد حل الشركة العامة هايدرو كونغو. تدير الشركة حصص الإنتاج الحكومية من حقول النفط في البلاد. تمتلك الشركة حصص في موهو بيلوندو (15%)، نكوسا (15%)، مبوندي (8.8%)، كيتينا (35%)، سيندجي (15%)، يانجا (15%)، جامبالا (35%)، فوكاندا (35%) ) ) وموافي (35%) وإميرود (49%) ويومبو (44%) وبلطي (35%) وأزوريت (15%) وفيروز مارين-1 (15%). وتمتلك شركة مصفاة تدعى الشركة الكونغولية للتكرير (كوراف).